# Вітряк Гудг'єм
55°12′30″ пн. ш. 14°58′21″ сх. д. / 55.20844° пн. ш. 14.97259° сх. д.

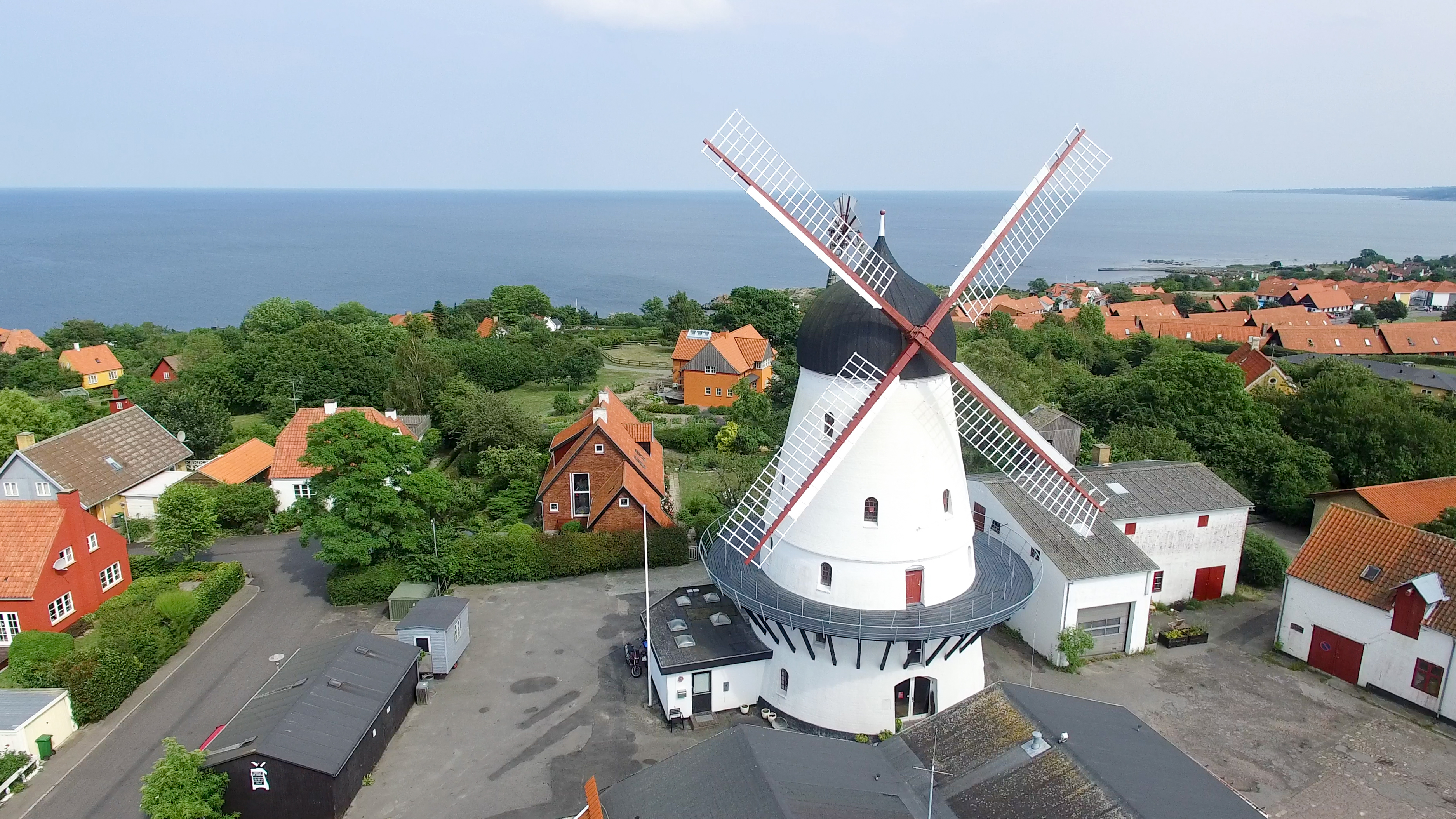
Вітряний млин Гудх'єм, Борнхольм

Вітряк Гудг'єм (дан. Gudhjem Mølle) знаходиться в селі Гудг'єм на данському острові Борнгольм. З розмахом вітрил 24 м, голландський млин є найбільшим вітряком у Данії. Він служив з 1893 по 1962 рік, коли його вивели з експлуатації.

## Історія
Млин був побудований Меттом Куллманном для свого сина Крістіана в 1893 році. Поруч з млином були побудовані житловий будинок, склад, пекарня, машинне відділення та електрогенератор. Куллмани керували млином до 1944 року, коли його купила кукурудзяна фірма Asmussen з Копенгагена. Востаннє вітрила оберталися в 1959 році. У 1961 році Bornholms Korn перебрав його, але повністю припинив діяльність в 1962 році. У 1965 році все обладнання було демонтовано, а вітряк перетворили на дискотеку, а пізніше на крамницю кераміки. У 1993 році були замінені вітрила.

## Млин сьогодні
Gudhjem Mølle є власністю страхової компанії Bornholms Brand. В наш час млин використовується Bornholms Andels og Foderstofforetning для проведення навчальних курсів і зустрічей. З 2007 року громадськість може відвідувати крамницю і кав'ярню, які розташовані на двох нижніх поверхах млина.